# 孝行糖
『孝行糖』（こうこうとう）は、古典落語の演目。主人公が褒賞金をもとに飴売りをする噺。
もとは上方落語で、明治期に3代目三遊亭圓馬によって東京に移植された。「孝行糖」という飴は、明治初期に実際に大阪市内でその名称で太鼓と歌を流しながら売られていたという。
東京においては、主人公に与太郎のキャラクターが付与され、いわゆる「与太郎噺」の一種として定着している。立川志らくは「数ある落語の中で他に類を見ないほど馬鹿馬鹿しいオチである。」と述べている。

## あらすじ
演者はまずマクラに、江戸期の行商の売り声について触れる（東京では、魚屋、ふるい屋、荒金屋＝金属回収業者が登場する小咄が語られることが多い。豆屋#あらすじ参照）。
主人公の若者（上方では大工の吉兵衛、東京では与太郎）は、「とても親を大事にしている」として奉行所から表彰され、褒賞金として「青挿し五貫文（あおざしごかんもん＝青く染めた麻ひもに通した1文銭の束5本。1本あたり、1000枚から手数料を除いた枚数）」を与えられる。
長屋の住人や大家は、若者に対し、褒賞金を元手に商売を始めさせることを思いつく（東西で動機が少し異なる。上方では、若者の大工としての拙い仕事ぶりを案じ、口が上手いことから、別の職業が向いているのではないかと考えて。一方で、東京では、愚かな若者が褒賞金をすぐに全部遊びに使ってしまうとよくないと考えて）。ある住人が、「昔、東西の歌舞伎役者の嵐璃寛と中村芝翫の顔合わせが評判を呼んだ時に、『璃寛糖』と『芝翫糖』という飴を売り出して儲かった人がいる。それに倣って、彼に飴を売らせたらどうか」と提案した。皆はそれに賛成し、飴の名を「孝行糖」とし、鉦（かね）、太鼓、派手な衣装など、飴売りに必要な道具を買い与え、売り声の口上を考えて若者に覚えさせる。
「孝行糖、孝行糖。孝行糖の本来は、うるの小米（こごめ）に寒晒し（かんざらし）。カヤに銀杏（ぎんなん）、肉桂（にっき）に丁字（ちょうじ）。チャンチキチ、スケテンテン。昔々もろこしの、二十四孝のその中で、老莱子（ろうらいし）といえる人。親を大事にしようとて、こしらえあげたる孝行糖。食べてみな、おいしいよ、また売れたったらうれしいね。テンテレツク、スッテンテン」
若者は、毎日欠かさず飴売りに出る。彼の売る飴は「食べさせれば子供が親孝行になる」と評判となり、毎日飛ぶように売れる。
ある日、飴売りは静かな屋敷町の、門番の立つとある1軒（上方では中之島の葬式が行われている蔵屋敷。東京では小石川の「水戸様の屋敷」）を通りかかり、いつもの調子で「孝行糖、孝行糖」と口上を言いながら鉦や太鼓を打ち鳴らし始める。
門番が「御門前によって、鳴り物は相ならん（＝武士の家の前だから、楽器を鳴らすのはだめだ）」と注意しても、飴売りは聞かず、「チャンチキチン」と鉦を鳴らす。「むこうへ行け、おい」「スケテンテン」「ならんというのだ」「ドンドコドン」「こら!」「テン」「こらこら!」「テンテン」と、門番の叱声が飴売りの鳴り物の掛け声になっていく。
怒った門番は、飴売りを六尺棒で打ちすえる。そこを飴売りの顔を知る人が偶然通りかかり、事情を説明して門番を押しとどめる。通行人は飴売りをいさめる。「お前は打ち首にされてもおかしくなかったが、親孝行の徳で助かったんだ。どれ、どこを殴られたか言ってみろ」飴売りは、泣きながら体を指差して、
「こぉこぉとぉ（＝ここと）、こぉこぉとぉ……」